# Виллет-сюр-Эн
Вилле́т-сюр-Эн (фр. Villette-sur-Ain) — коммуна во Франции, находится в регионе Рона — Альпы. Департамент — Эн. Входит в состав кантона Шаламон. Округ коммуны — Бурк-ан-Брес.
Код INSEE коммуны — 01449.

## География
Коммуна расположена приблизительно в 390 км к юго-востоку от Парижа, в 45 км северо-восточнее Лиона, в 25 км к югу от Бурк-ан-Бреса.
На юге коммуны протекает река Эн, есть много озёр.

## Климат
Климат полуконтинентальный с холодной зимой и тёплым летом. Дожди бывают нечасто, в основном летом.

## История
Первые упоминания о деревне относятся к XII веку.

## Население
Население коммуны на 2010 год составляло 673 человека.
| 1962 | 1968 | 1975 | 1982 | 1990 | 1999 | 2010 |
| ---- | ---- | ---- | ---- | ---- | ---- | ---- |
| 360  | 287  | 341  | 381  | 412  | 472  | 673  |

## Экономика
В 2010 году среди 462 человек трудоспособного возраста (15—64 лет) 347 были экономически активными, 115 — неактивными (показатель активности — 75,1 %, в 1999 году было 73,1 %). Из 347 активных жителей работали 320 человек (178 мужчин и 142 женщины), безработных было 27 (13 мужчин и 14 женщин). Среди 115 неактивных 36 человек были учениками или студентами, 49 — пенсионерами, 30 были неактивными по другим причинам.

## Достопримечательности
- Готическая церковь Св. Мартина (XII век). Исторический памятник с 1992 года[4]
- Замок Ришмон[фр.] (XIII век). Исторический памятник с 1927 года[5]

## Фотогалерея

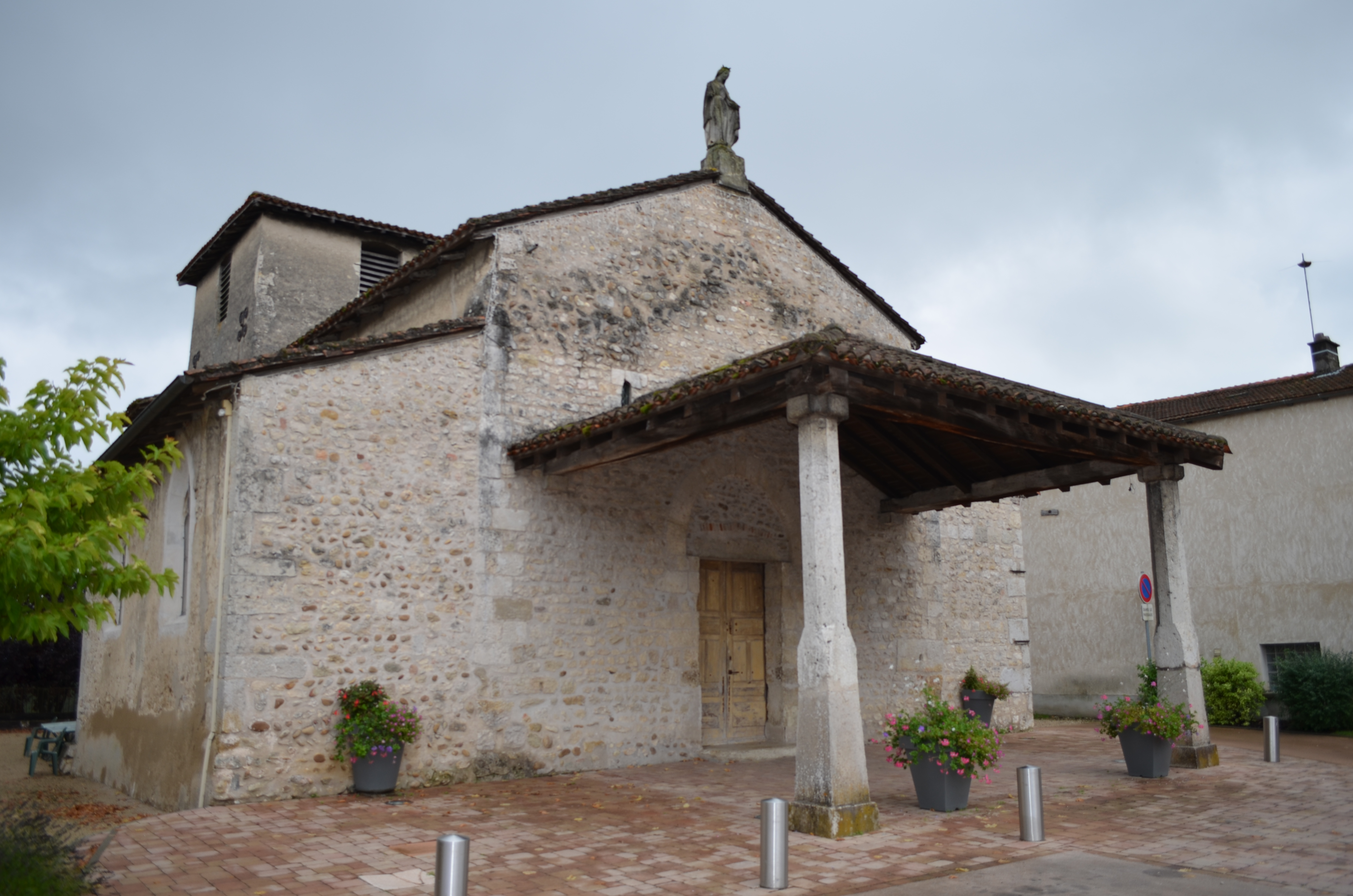
Церковь Св. Мартина
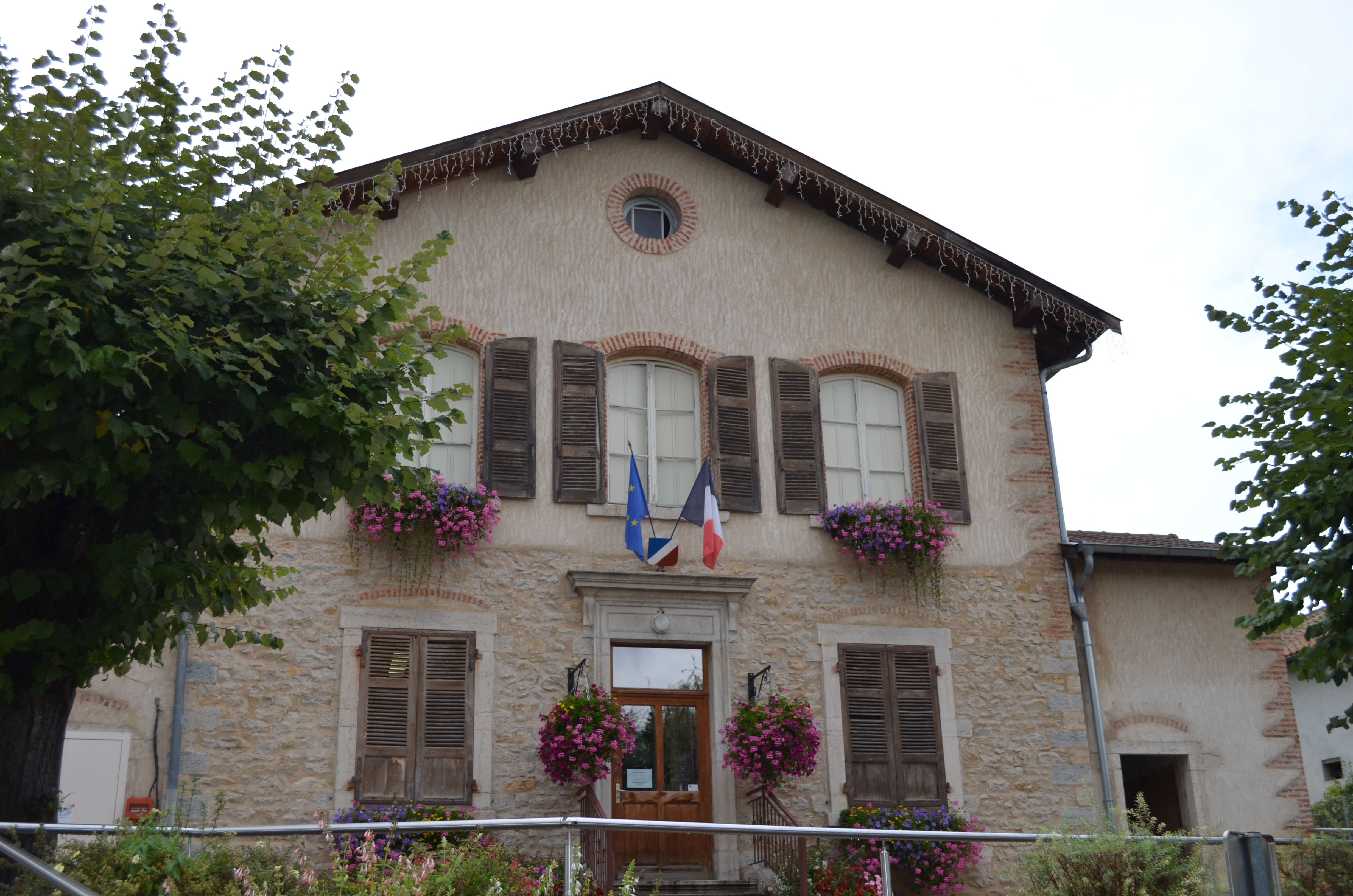
Мэрия
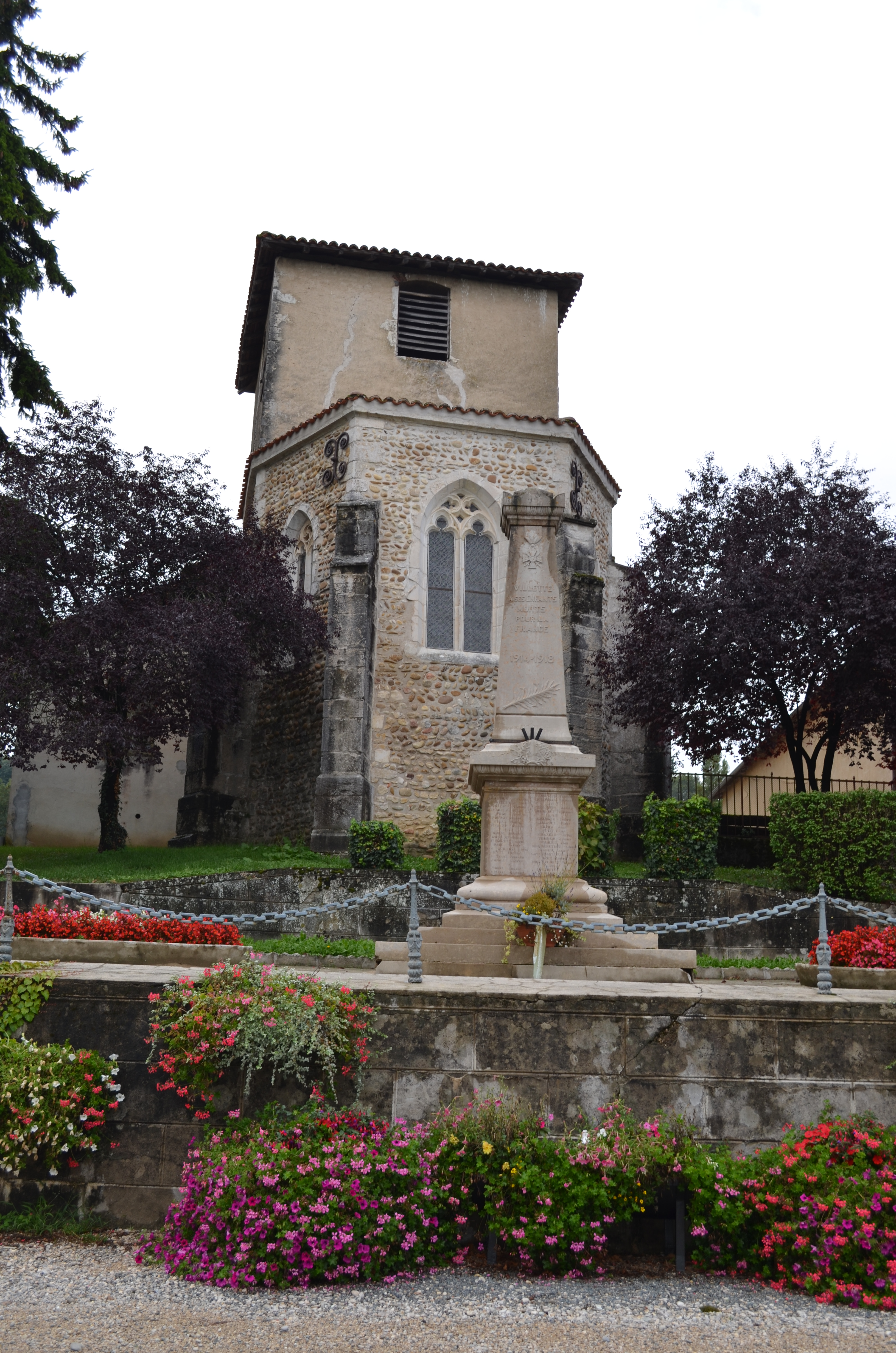
Военный мемориал
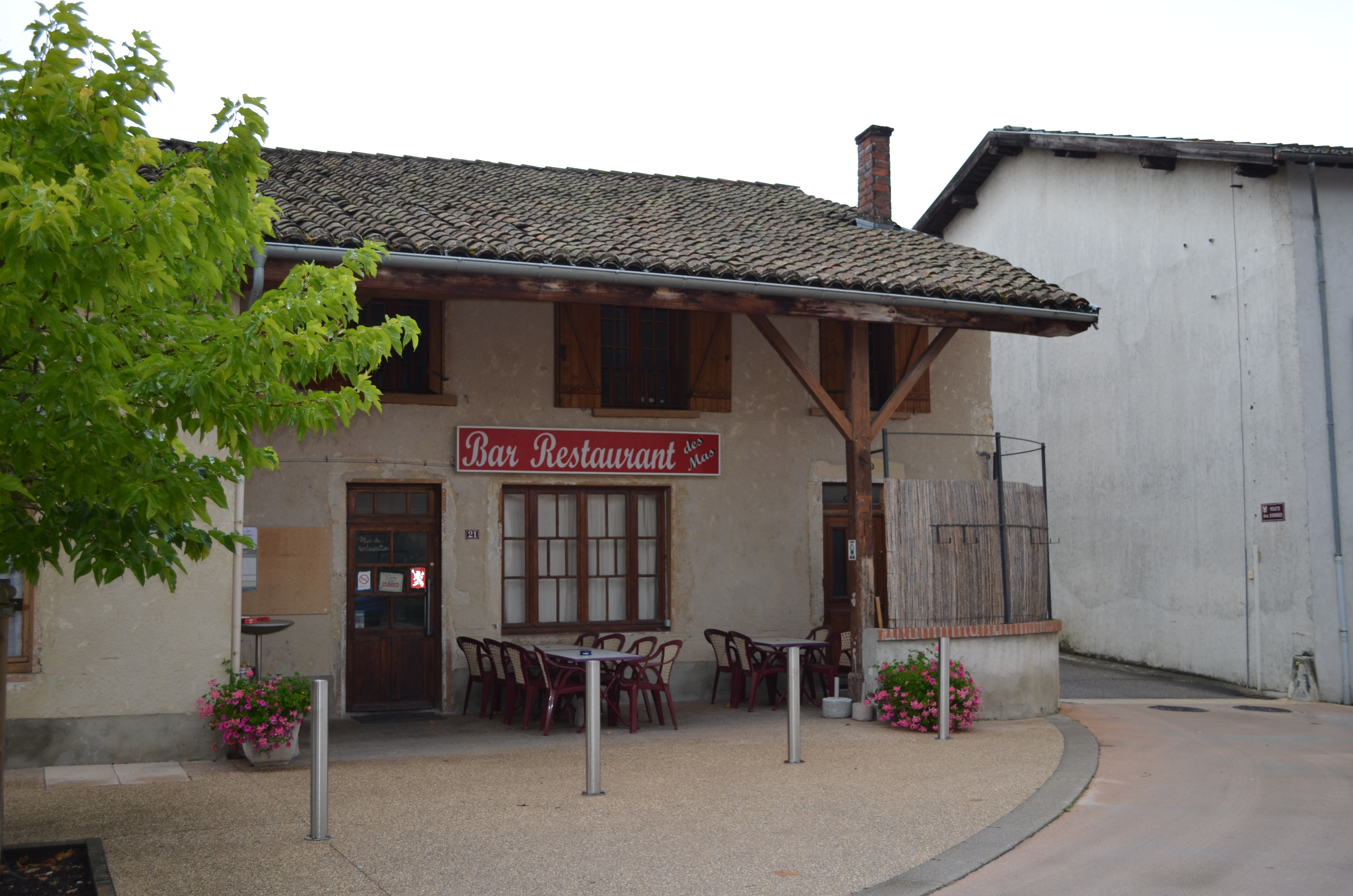
Ресторан
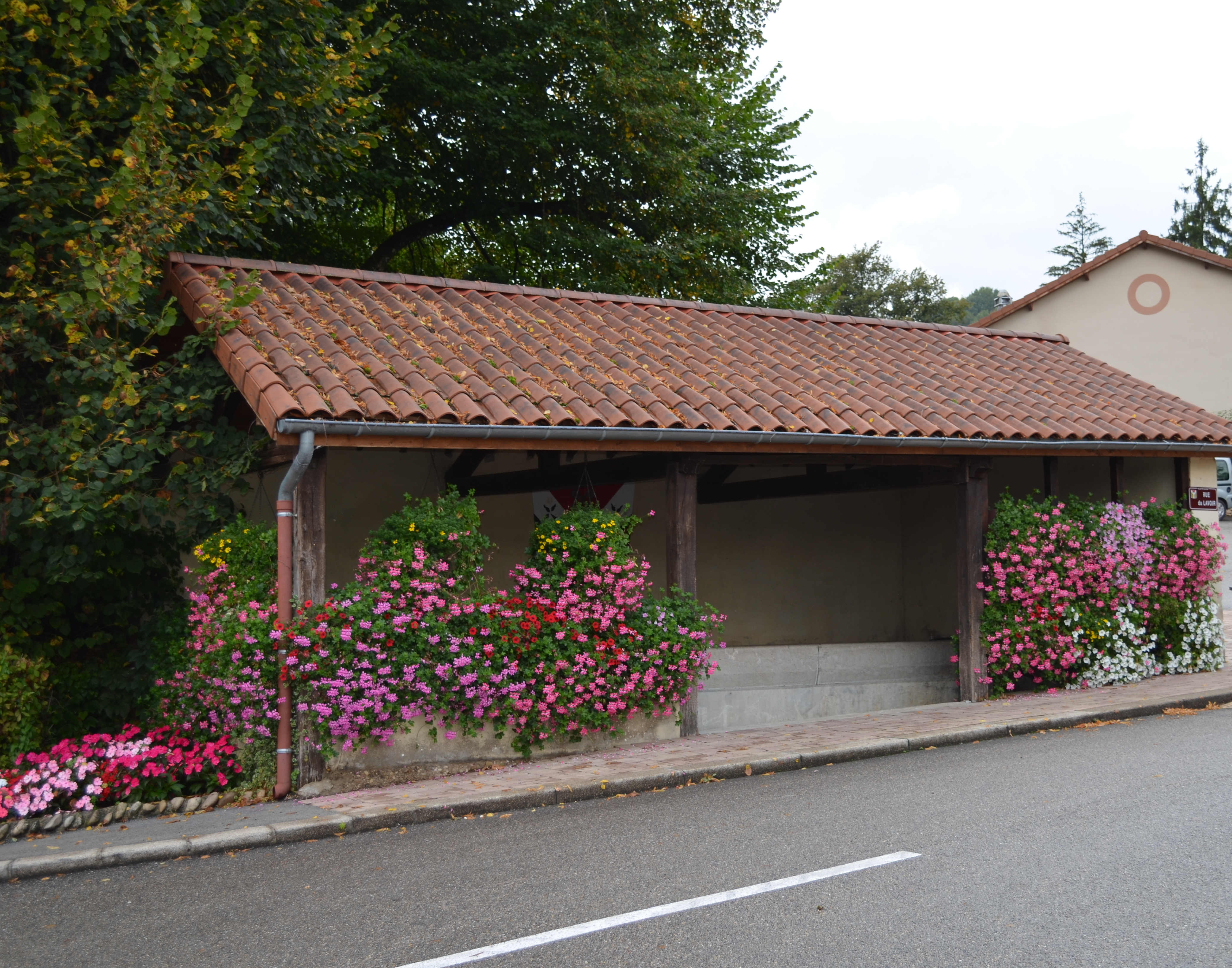
Общественная прачечная
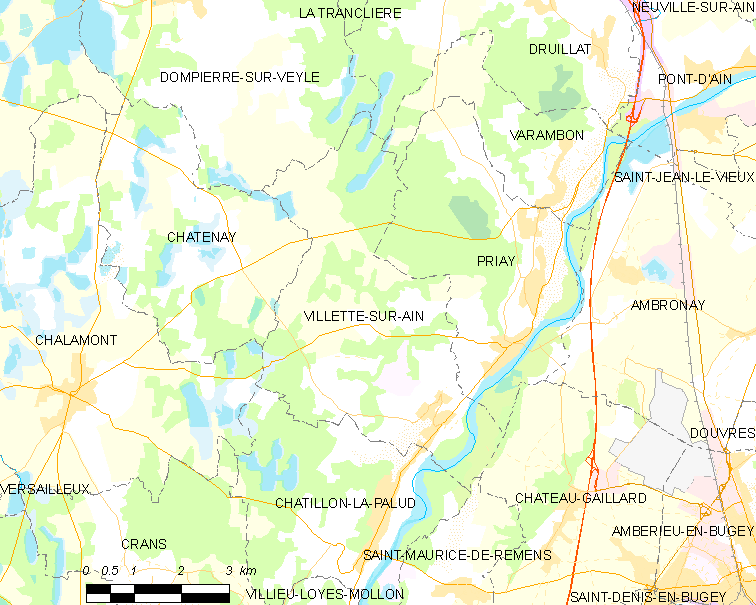
Карта коммуны